# 電解法
電解法（でんかいほう）は、一般的に電気分解による化学反応を用いた薬品の製造や処理の方法を指す。「電解法」には多様な方法が存在するが、いずれも電気エネルギーを加え、溶媒中のイオン化傾向の異なる物質を介して酸化還元反応を行うことで化合物を化学分解し、目的とする生産物を得たり処理を行う方法である。

## 水の電解
水を電気分解すると酸素と水素が発生する。純水はほとんど電離しておらず電気を通さないため電解質として希硝酸または少量の水酸化ナトリウムが加えられる。この電気分解は教育現場における演示実験、生徒実験によく取り入れられている。
陽極(+)：{\displaystyle {\ce {4OH^{-}->2H2O\ +O2\ +4{\mathit {e}}^{-}}}}
陰極(-)：{\displaystyle {\ce {4H^{+}\ +4{\mathit {e}}^{-}->2H2}}}

## 塩化ナトリウムの電解
塩化ナトリウム水溶液を電気分解する塩化ナトリウム電解工程 (chloralkali process) は、工業生産にも用いられる。塩化ナトリウム水溶液を電気分解することにより、水酸化ナトリウム、塩素ガス、水素ガスを得ることになる。
塩化ナトリウム水溶液を電気分解すると陽極と陰極でそれぞれ次の反応が起こる。
陽極(+)：{\displaystyle {\ce {2Cl^{-}->Cl2\ +2{\mathit {e}}^{-}}}}
陰極(-)：{\displaystyle {\ce {2H2O\ +2{\mathit {e}}^{-}->H2\ +2OH^{-}}}}
全反応：{\displaystyle {\ce {2NaCl\ + 2H2O -> 2NaOH\ + Cl2\ + H2}}}
塩化ナトリウム水溶液を隔膜が無いまま電気分解すると、発生した塩素と水酸化物イオンが反応を起こす。
{\displaystyle {\ce {Cl2\ + OH^- -> HClO\ + Cl^-}}}
{\displaystyle {\ce {Cl2\ + 2OH^- -> ClO^- + Cl^- + H2O}}}
{\displaystyle {\ce {2HClO^- + ClO^- -> ClO3^- + 2HCl}}}
ゆえに塩化ナトリウム水溶液をそのまま電気分解すると高純度の水酸化ナトリウムは得られない。そのため隔膜を使って陽極室と陰極室に分けたり、電極に水銀を用いてナトリウムアマルガムを作ったりする方法がある。

### 水銀法
水銀法は隔膜を使わずに陰極に水銀を使う方法である。水銀は水素過電圧が大きいことから水素が発生せずナトリウムイオンが還元されナトリウムアマルガムができる。
陰極：{\displaystyle {\ce {Na^{+}\ +{\mathit {e}}^{-}->Na(Hg)}}}
電解槽で生成したナトリウムアマルガムは解汞塔に送られ加水分解される。
{\displaystyle {\ce {2Na\ + 2H2O -> 2NaOH\ + H2}}}
電解液を濃縮する必要がなく、塩化物イオンの混入が少ないため高純度の水酸化ナトリウムが得られる。

### 隔膜法
隔膜法は、電解槽を石綿（アスベスト）で陰極側と陽極側を仕切り、陰極側から陽極側に塩化ナトリウム水溶液を透過させる方法である。隔膜電解法ともいう。得られるのはNaOH:12wt%、NaCl:18wt%程度の水溶液である。水溶液を蒸発缶に送り濃縮すると塩化ナトリウムが析出し、NaOH:50wt%、NaCl:1wt%の水溶液を得る。製品に塩化ナトリウムが残り、濃縮にもエネルギーが必要であるため水銀法に比べて不利である。

### イオン交換膜法
イオン交換膜法（IEM法、IM法）は、電解槽を陽イオン交換膜で陰極側と陽極側を仕切り、陽極側に塩化ナトリウム水溶液、陰極側に純水を注入して電気分解する。陽イオン交換膜は陰イオンを透過させないため製品に塩化ナトリウムが混入することなく、電解槽の時点で水酸化ナトリウム濃度を30wt%まで上げることができる。
水銀と石綿は人体に有害であることから、現在、日本国内の水酸化ナトリウムはすべてイオン交換膜法で生産されている。

## 無機電解酸化
無機電解酸化は陽極酸化により目的物質を得る方法である。たとえば、硫酸マンガンを電気分解すると陽極に二酸化マンガンが析出する。電気分解によって得られた二酸化マンガンは電解二酸化マンガン（Electrolytic Manganese Dioxide、EMD）と呼ばれる。EMDはマンガン乾電池に使われる。
このほか、塩素酸ナトリウム、過マンガン酸カリウム、二酸化鉛、塩素酸ナトリウムがこの方法で合成される。

## 金属電解精製
電解精錬とも呼ばれる。銅、鉛、金、銀、ニッケルなどの金属がこの方法で精製される。

## 金属電解採取
金属イオンが含まれている溶液を電気分解し金属を析出させる方法である。亜鉛、クロム、マンガンなど。

## 溶融塩電解
イオン化傾向が大きく水溶液を電気分解しても析出しないカリウム、ナトリウム、アルミニウムなどは溶融塩電解で得る。
アルミニウムの溶融塩電解はホール・エルー法と呼ばれる。融解させた氷晶石とフッ化ナトリウムにアルミナ（酸化アルミニウム）を加えて炭素電極を使って電気分解すると還元されたアルミニウムが陰極に溜まる。
フッ素の単体は、フッ化水素カリウムの無水フッ化水素溶液の電気分解で得られる。フランス人化学者のアンリ・モアッサンはこの方法で初めてフッ素の単離に成功し、この功績から1906年にノーベル賞を受賞している。